# Sayaun Thunga Phool Ka
Sayaun Thunga Phool Ka (en nepalí: Hecho de cientos de flores) es el himno nacional de Nepal, desde 2007, en reemplazo de Rastriya Gaan. La melodía ha sido compuesta por Ambar Gurung, mientras que la letra es obra de Pradeep Kumar Rai, bajo el seudónimo de Byakul Maila. Después de las revoluciones de la primavera de 2006 contra la monarquía, Nepal tenía por objetivo sustituir su himno promonárquico por uno nuevo, en un concurso público. El ganador, Pradeep Kumar Rai (escrito bajo el seudónimo de Byakul Maila) fue seleccionado entre 1.272 propuestas. El nuevo himno fue proclamado de forma oficial el 3 de agosto de 2007.

## Letra

### Letra ennepalí
| Dewanāgarī (oficial) | En alfabeto latino | En alfabeto cirílico (no oficial) | Transcripción en AFI |
| 𝄆 सयौं थुँगा फूलका हामी, एउटै माला नेपाली सार्वभौम भई फैलिएका, मेची-महाकाली। 𝄇 प्रकृतिका कोटी-कोटी सम्पदाको आंचल वीरहरूका रगतले, स्वतन्त्र र अटल। ज्ञानभूमि, शान्तिभूमि तराई, पहाड, हिमाल अखण्ड यो प्यारो हाम्रो मातृभूमि नेपाल। बहु जाति, भाषा, धर्म, संस्कृति छन् विशाल अग्रगामी राष्ट्र हाम्रो, जय जय नेपाल। | 𝄆 Sayaũ thũgā phūlkā hāmī, euṭai mālā Nepālī Sārwabhaum bhaī phailiekā, Mecī-Mahākālī 𝄇 Prakṛtikā koṭī-koṭī sampadāko ā̃cala, Wīrharūkā ragatale, swatantra ra aṭala Zñānabhūmi, xāntibhūmi Tarāī, Pahāḍ, Himāla Akhaṇḍa yo pyāro hāmro mātṛbhūmi Nepāla Bahul zāti, bhāṣā, dharma, sãskṛti chan wixāla Agragāmī rāṣṭra hāmro, zaya zaya Nepāla! | 𝄆 Сәйәу̃ тху̃га пхӯлка хамӣ, эутъәй мала Непалӣ Сарвәбхәум бхәи пхәйлиека, Мецӣ-Мәхакалӣ. 𝄇 Прәкрътика котъӣ-котъӣ сәмпәдако а̃цәлә, Вӣрхәрӯка рәгәтәле, свәтәнтрә рә әтъәлә Зньанәбхӯми, щантибхӯми Тәраи, Пәхадъ, Хималә Әкхәндъә йо пяро хамро матръбхӯми Непалә Бәхул зати, бхаша, дхәрмә, сә̃скръти цхән вищалә Әгрәгамӣ раштърә хамро, зәйә-зәйә Непалә! | 𝄆 [sʌjʌũ t̪ʰũɡa pʰulka ɦami ǀ eut̠ʌi mala nepali] [saɾʷʌbʱʌum bʱʌi pʰʌilieka ǀ met͡si mʌɦakali] 𝄇 [pɾʌkr̥it̪ika kot̠ikot̠i sʌmpʌd̪ako ãt͡sʌlʌ] [wiɾɦʌɾuka rʌɡʌt̪ʌle sʷʌt̪ʌnt̪ɾʌ rʌ ʌt̠ʌlʌ] [d͡zɲanʌbʱumi ǀ ɕant̪ibʱumi t̪ʌɾai ǀ pʌɦad̠ ǀ ɦimalʌ] [ʌkʰʌn̠d̠ʌ jo pʲaɾo ɦamɾo mat̪r̥ibʱumi nepalʌ] [bʌɦul d͡zat̪i ǀ bʱaʃa ǀ d̪ʱʌɾmʌ ǀ sãskr̥it̪i t͡sʰʌn wiɕalʌ] [ʌɡɾʌɡami raʃt̠ɾʌ ɦamɾo ǀ d͡zʌjʌ d͡zʌjʌ nepalʌ] |

### Traducción alespañol
Cientos de flores formamos una única guirnalda nepalí
Una nación soberana que se extiende desde Mechi hasta Mahakali
Regazo de la naturaleza con su inmensa riqueza
Independiente e inamovible gracias a la sangre de los héroes
Tierra de conocimiento, tierra de paz, llanuras, colinas y montañas
Indivisible, nuestra querida Madre Tierra Nepal
Con diversidad de etnias, lenguas, religiones y una extensa cultura
Nuestra nación va hacia delante, ¡Viva Nepal!

## Cantantes
El himno nacional es interpretado por 10 hombres y 10 mujeres.
| Hombres - Yam Baral - Rajesh Payal Rai - Ajay Thapa - Anil Man Maharjan - Ganga Neupane - Jayananda Lama - Narayan Oli - Rajendra Man Shrestha - Ram Gurung - Shishir Yogi | Mujeres - Gyanu Rana - Bimala Rai - Sunita Subba - Anju Panta - Chanda Dewan - Jhuma Limbu - Benuka Rai - Rina Bhusal - Rupa Jha - Srijana Shrestha |